# Los Pinos, Jalpan
Los Pinos är en ort i Mexiko.   Den ligger i kommunen Jalpan och delstaten Puebla, i den sydöstra delen av landet, 170 km nordost om huvudstaden Mexico City. Los Pinos ligger 565 meter över havet och antalet invånare är 261.
Terrängen runt Los Pinos är huvudsakligen kuperad, men den allra närmaste omgivningen är platt. Los Pinos ligger uppe på en höjd. Runt Los Pinos är det ganska tätbefolkat, med 62 invånare per kvadratkilometer. Närmaste större samhälle är Huehuetla, 20,0 km väster om Los Pinos. Omgivningarna runt Los Pinos är en mosaik av jordbruksmark och naturlig växtlighet.